# Águas de Santa Bárbara (kommun)
Águas de Santa Bárbara är en kommun i Brasilien.   Den ligger i delstaten São Paulo, i den södra delen av landet, 800 km söder om huvudstaden Brasília. Antalet invånare är 5 598.
Följande samhällen finns i Águas de Santa Bárbara:
- Águas de Santa Bárbara

Omgivningarna runt Águas de Santa Bárbara är huvudsakligen savann. Runt Águas de Santa Bárbara är det glesbefolkat, med 14 invånare per kvadratkilometer.